# Обрен Јоксимовић
Обрен Јоксимовић (Очевље, 15. мај 1952 — Београд, 13. март 2021) био је српски хирург и министар здравља у Влади Зорана Ђинђића.

## Биографија
Рођен је 1952. године у Очевљу у Брези, а школовао се у Илијашу. Био је најмлађи од петоро деце у породици, а студирао је у Београду. Током студија радио је као портир, трамвајџија и многе друге послове. Дипломирао је на Медицинском факултету Универзитета у Београду, 1979. године, а колега са класе био му је Милован Бојић. Општу хирургију специјализирао је 1988. године. Живео је у Петровцу на Млави, а након тога у Београду.
У Војсци Републике Српске од 1992. до 1995. године био је ратни хирург. У Скупштини Југославије, касније и у Скупштини Србије и Црне Горе био је народни посланик, а након тога и Министар здравља у Влади Зорана Ђинђића. Остао је упамћен као једини министар у Влади Зорана Ђинђића који је гласао против изручења у Хаг некадашњег председника Слободана Милошевића.
Био је ожењен, имао три ћерке и једног сина. Преминуо је 13. марта 2021. године у Београду од последица корона вируса.